# 대한민국의 중앙선거관리위원회 위원장
중앙선거관리위원회 위원장(中央選擧管理委員會 委員長, 영어: Chairperson of the National Election Committee)은 중앙선거관리위원회의 수장이다. 중앙선거관리위원회 위원 중에서 호선되는 직위이다. 선거관리기능에 대해 헌법에 따라 독립성을 보장받는 헌법기관의 장(헌법기관장)으로서 대한민국의 3부요인에 준하는 취급을 받는다.
중앙선거관리위원회 위원장은 각종 중앙선거관리위원회의 결정에 대해 위원과 동일한 표결권을 가지고 있지만, 만약 그 표결이 가부 동수인 때에는 법률에 의거 결정권을 가지고 있어 위원들과 비교해 우위를 점하고 있다(선거관리위원회법 제10조 제2항). 오늘날 위원장은 관례적으로 현직 대법관 중 1명이 겸하고 있는데, 이는 제2공화국 헌법에서 유래된 관례로서 제6공화국의 헌법이나 법률에 근거한 것이 아니다.

## 역대 중앙선거관리위원회 위원장

### 제1공화국 선거위원회 위원장
- 김용무(金用茂) 1948년 6월 26일 ~
- 노진설(盧鎭卨) 1948년 5월 30일 ~ 1954년 4월 17일
- 조용순(趙容淳) 1954년 4월 18일[6] ~ 1958년 3월 31일
- 김두일(金斗一) 1958년 4월 1일[7] ~ 1960년 4월 27일[8]

### 제2공화국 선거위원회 위원장
- 고재호(高在鎬) 1960년 6월 24일~ 1962년 10월 23일[9]
- 이갑성(李甲成) 1962년 10월 24일[10] ~ 1963년 1월 19일

### 역대 중앙선거관리위원회 위원장
| 대수     | 이름           | 임기                                | 출신지                     | 출신학교 |
| -------- | -------------- | ----------------------------------- | -------------------------- | -------- |
| 초대     | 사광욱(史光郁) | 1963년 1월 19일 ~ 1968년 1월 19일   | 평북 철산                  | 서울대   |
| 2대      | 주재황(朱宰璜) | 1968년 1월 19일 ~ 1973년 1월 23일   | 함북 경원                  | 서울대   |
| 3대      | 주재황(朱宰璜) | 1973년 1월 24일 ~ 1978년 1월 23일   | 함북 경원                  | 서울대   |
| 4대      | 주재황(朱宰璜) | 1978년 1월 24일 ~ 1981년 4월 16일   | 함북 경원                  | 서울대   |
| 5대      | 김중서(金重瑞) | 1981년 4월 23일 ~ 1984년 7월 1일    | 함남 정평                  | 고려대   |
| 6대      | 강우영(姜友永) | 1984년 7월 2일 ~ 1986년 4월 16일    | 충북 영동                  | 서울대   |
| 7대      | 윤일영(尹一泳) | 1986년 5월 2일 ~ 1988년 7월 15일    | 전남 강진                  | 서울대   |
| 8대      | 이회창(李會昌) | 1988년 7월 27일 ~ 1989년 10월 24일  | 황해 서흥                  | 서울대   |
| 9대      | 윤관(尹錧)     | 1989년 10월 30일 ~ 1993년 9월 24일  | 전남 해남                  | 연세대   |
| 10대     | 김석수(金碩洙) | 1993년 10월 6일 ~ 1997년 1월 22일   | 경남 하동                  | 연세대   |
| 11대     | 최종영(崔鍾泳) | 1997년 1월 24일 ~ 1998년 8월 12일   | 강원 강릉                  | 서울대   |
| 12대     | 이용훈(李容勳) | 1998년 8월 13일 ~ 2000년 7월 11일   | 전남 보성                  | 서울대   |
| 13대     | 유지담(柳志潭) | 2000년 7월 12일 ~ 2005년 10월 31일  | 경기 평택                  | 고려대   |
| 권한대행 | 정홍원(鄭烘原) | 2005년 11월 1일 ~ 2005년 12월 4일   | 경남 하동                  | 성균관대 |
| 14대     | 손지열(孫智烈) | 2005년 12월 5일 ~ 2006년 10월 20일  | 서울                       | 서울대   |
| 15대     | 고현철(高鉉哲) | 2006년 10월 23일 ~ 2009년 2월 11일  | 충남 대전 (현 충남과 분리) | 서울대   |
| 16대     | 양승태(梁承泰) | 2009년 2월 16일 ~ 2011년 2월 25일   | 경남 부산 (현 경남과 분리) | 서울대   |
| 17대     | 김능환(金能煥) | 2011년 2월 28일 ~ 2013년 3월 5일    | 충북 진천                  | 서울대   |
| 18대     | 이인복(李仁馥) | 2013년 3월 6일 ~ 2016년 9월 5일     | 충남 논산                  | 서울대   |
| 19대     | 김용덕(金龍德) | 2016년 9월 6일 ~ 2017년 12월 26일   | 서울                       | 서울대   |
| 20대     | 권순일(權純一) | 2017년 12월 27일 ~ 2020년 10월 30일 | 충남 논산                  | 서울대   |
| 21대     | 노정희(盧貞姬) | 2020년 11월 2일 ~ 2022년 5월 16일   | 전남 광주                  | 이화여대 |
| 22대     | 노태악(盧泰嶽) | 2022년 5월 17일 ~                   | 경남 창녕                  | 한양대   |

### 내용주
1. ↑  국가원수인 대통령을 제외하고 대한민국의 입법부, 사법부, 행정부를 이루는 3부요인은 국회의장(입법부), 대법원장·헌법재판소장(사법부), 국무총리(행정부)이다. 대법원장과 헌법재판소장은 사법부를 공동으로 대표하고, 한편으로 대통령은 행정부 수반이지만  동시에 국가원수이므로 3부요인에서 행정부의 몫은 국무총리가 차지한다.[1] 중앙선거관리위원회 위원장은 권력분립원칙상의 국가권력을 담당하지 않고, 단지 선거행정의 독립성을 헌법적 수준에서 보장받는 것이므로 헌법기관장이라고 부른다.[2] 이에 따라 2006년 청와대에서는 대통령을 제외한 국가요인을 부르는 정식명칭을 '3부요인(국회의장, 대법원장·헌법재판소장, 국무총리) 및 헌법기관장(중앙선거관리위원회 위원장)'으로 정한바 있다.[3] 일각에서 사용되는 4부요인 또는 5부요인이라는 표현은 권력분립원칙을 오독한 비(非)법률적 표현이다.[4]